# Saint-Andéol-de-Fourchades
Saint-Andéol-de-Fourchades é uma comuna francesa na região administrativa de Auvérnia-Ródano-Alpes, no departamento de Ardèche. Estende-se por uma área de 16,47 km². Em 2010 a comuna tinha 55 habitantes (densidade: 3,3 hab./km²).